# Malt liquor

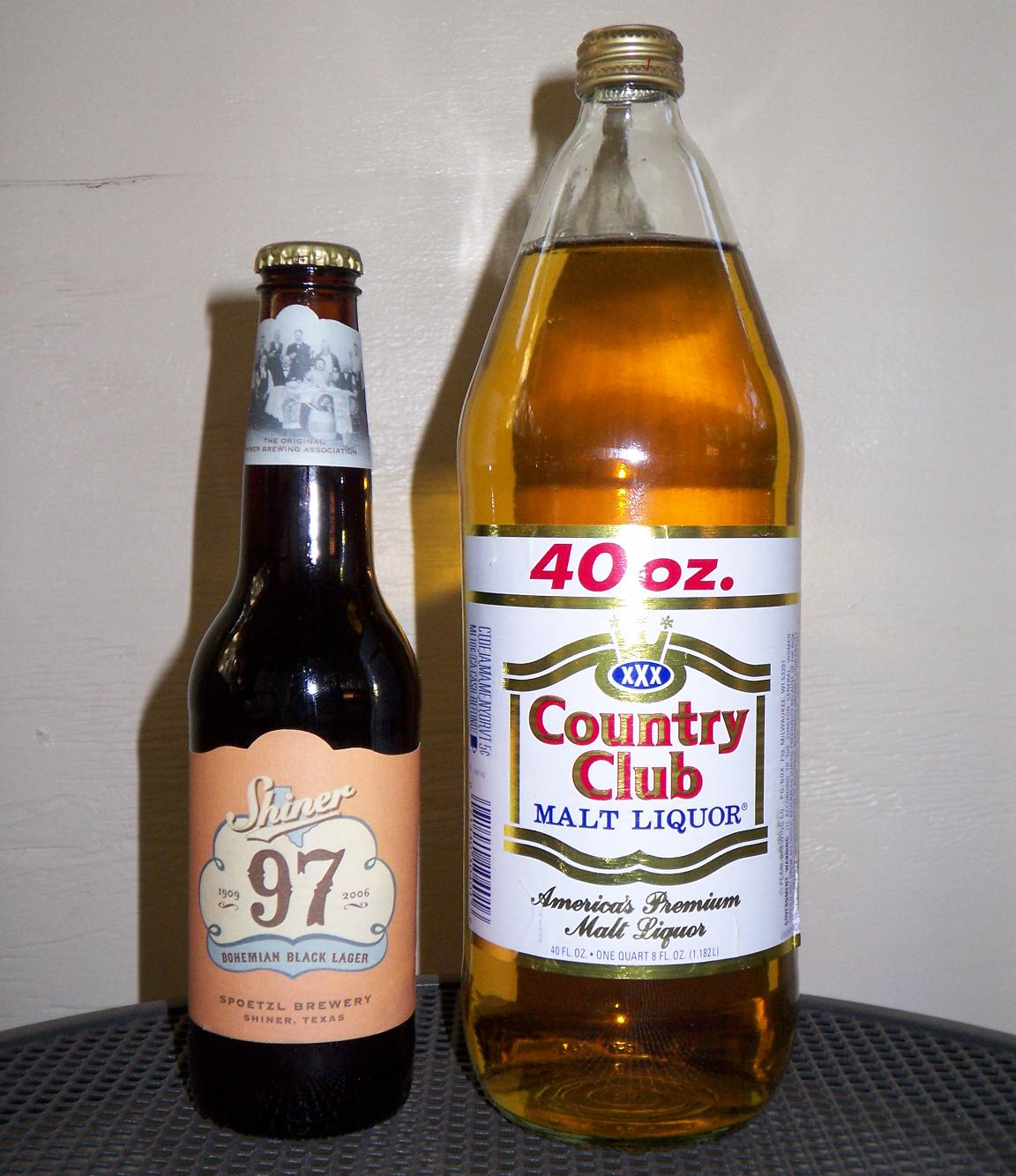
12-uncjowa butelka z długą szyjką, 40-uncjowa butelka Country Club

Malt liquor – rodzaj piwa z dużą zawartością alkoholu, dostępny na rynku północnoamerykańskim. Według ustaw prawnych, określenie to odnosi się do napoju alkoholowego, z zawartością etanolu nie niższą niż 5% osiągniętą przy pomocy słodu jęczmiennego. Powszechnie jest to piwo wysokoprocentowe (6–7% lub więcej), lub mieszanki, pochodne piwa ze składnikami i procedurą warzenia podobną do tej, jaka występuje w przypadku amerykańskiego lagera. Dla browarnictwa nie jest to jednak bezwzględne, są bowiem przykłady piw zawierających wysokojakościowe, drogie składniki, które piwowarzy także kwalifikują jako "malt liquor".
W niektórych rejonach Kanady, określenia "malt liquor" (fr.: liqueur de malt) używa się do każdego napoju słodowego.

## Produkcja
Malt liquor to mocny lager lub ale, gdzie cukier, kukurydza lub inne dodatki są wrzucane do słodu jęczmiennego, by zwiększyć pełną ilość fermentujących cukrów w brzeczce, co w ten sposób zwiększa finalne stężenie alkoholu bez efektu cięższego lub słodszego smaku. Piwo to często jest jedynie lekko wzbogacane chmielem, dlatego też nie jest ono zbyt gorzkie.

## Historia
Termin „malt liquor” pierwszy raz pojawił się w Anglii w 1690 roku, jako ogólne określenie obejmujące lagera oraz ale'a. Na terenie Ameryki Północnej po raz pierwszy termin znalazł się wśród patentów opublikowanych przez rząd kanadyjski 6 lipca 1842 roku, dla G. Riley za „ulepszoną metodę warzenia ale'a, piwa, porteru, oraz innych mocnych, słodowych trunków (maltliquors).”
Historia tego piwa jest dość kontrowersyjna w społeczeństwie amerykańskim. Ma to związek z dostępnością malt liquor w większych niż zazwyczaj opakowaniach (40 uncji - 1,18 litra), ich niską ceną, a także wysoką zawartością alkoholu. Produktowi towarzyszą również intensywne zabiegi reklamowe, które występują głównie na biedniejszych obszarach zurbanizowanych.